# Sainte-Hélène (Saona e Loira)
Sainte-Hélène è un comune francese di 449 abitanti situato nel dipartimento della Saona e Loira nella regione della Borgogna-Franca Contea.
Sul suo territorio comunale ha origine il fiume Guye.

## Società

### Evoluzione demografica
Abitanti censiti